# جائزة بلجيكا الكبرى 1995
جائزة بلجيكا الكبرى 1995 هو سباق فورمولا 1 أقيم بتاريخ 27 أغسطس 1995 في حلبة دي سبا فرانكورشومب، حمام معدني، بلجيكا. كان الحادي عشر من أصل 17 في بطولة العالم لسباقات الفورمولا واحد موسم 1995. حلّ الألماني مايكل شوماخر أولا بينما جاء البريطاني دايمون هيل في المركز الثاني وحصل على المركز الثالث البريطاني مارتن براندل.

## وصلات خارجية
- الموقع الرسمي